# (1214) Richilde
(1214) Richilde – planetoida z pasa głównego asteroid okrążająca Słońce w ciągu 4 lat i 171 dni w średniej odległości 2,71 au. Została odkryta 1 stycznia 1932 roku w Landessternwarte Heidelberg-Königstuhl w Heidelbergu przez Maxa Wolfa. Pochodzenie nazwy planetoidy nie jest znane. Przed jej nadaniem planetoida nosiła oznaczenie tymczasowe (1214) 1932 AA.